# Prémio Literário Município de Lisboa
O Prémio Literário Município de Lisboa foi um prémio literário instituído pela Câmara Municipal de Lisboa.

O prémio foi entregue a uma obra de ficção, de 1982 a 1987, consistindo num valor de cem mil escudos. Contemplava quatro tipologias: prosa de ficção, poesia, ensaio e teatro. A partir de 1988, a CML alterou o nome do prémio para Prémio Municipal Eça de Queiroz.

## Vencedores
- 1982 – António Osório com Décima Aurora (Prémio de Poesia); José Saramago com Memorial do Convento (Prémio de Prosa de Ficção); Lídia Jorge com O Cais das Merendas (Prémio de Prosa de Ficção); Álvaro Salema com Tempo de leitura (Prémio de Ensaio Literário ou Biográfico)
- 1983 – António Osório com Adão, Eva e o Mais (Prémio de Poesia); Vergílio Ferreira com Para Sempre ((Prémio de Prosa de Ficção); António Quadros com Poesia e Filosofia do Mito Sebastianista (Prémio de Ensaio Literário ou Biográfico)
- 1984 – António Quadros com Fernando Pessoa - Vida, Personalidade e Génio leitura (Prémio de Ensaio Literário ou Biográfico); Lídia Jorge com Notícia da Cidade Silvestre (Prémio de Prosa de Ficção); Vasco Graça Moura com Os rostos comunicantes (Prémio de Poesia)
- 1985 – Eugénio Lisboa com A matéria intensa ((Prémio de Poesia); António Alçada Baptista com Os Nós e os Laços (Prémio de Prosa de Ficção); Mário Ventura com Vida e morte dos Santiagos ((Prémio de Prosa de Ficção)
- 1986 – Liberto Cruz com Jornal de Campanha (Prémio de Poesia); David Mourão Ferreira com Um amor feliz (Prémio de Prosa de Ficção)
- 1987 – Baptista Bastos com A colina de cristal (Prémio de Prosa de Ficção); Jorge Reis com Aquilino em Paris (Prémio de Ensaio Literário ou Biográfico); Vasco Graça Moura com Ronda dos meninos expostos. Auto breve de Natal (Prémio de Teatro)